# 前田秀一郎
前田 秀一郎（まえだ しゅういちろう、1956年 - ）は映画評論家。熊本県出身。

## 来歴・人物
九州大学理学部卒業。1976年12月より福岡で映画の自主上映を始める。当初は福岡で紹介されない独立系プロダクションの日本映画を、映画館を借りて上映していた。特にATG映画5本立て上映会は、毎年恒例のイベントとなった。
その後日本映画のみならず、外国のインディペンデント映画も上映。スティーヴン・スピルバーグ、ジョージ・ルーカス、マーティン・スコセッシなどが学生時代に撮った短編映画を上映したりした。
1987年より、毎年夏に「福岡アジア映画祭」を開催。これは福岡市主催の「アジアフォーカス・福岡映画祭」より開始が先立つもので、ボランティアスタッフのみで運営される全く民間の映画祭である。
事務所「オフィス・ヌーベルヴァーグ」を設立し、九州大学、久留米大学で教鞭を執ったり、テレビなどのコメンテーターを務めたりと幅広く活躍。